# Ère Kankō
L'ère Kankō (寛弘) est une des ères du Japon suivant l'ère Chōhō et précédant l'ère Chōwa s'étendant du mois de juillet 1004 au mois de décembre 1012. L'empereur régnant est Sanjō-tennō (三条天皇).

## Changement d'ère
- 1004 Kankō gannen (寛弘元年?) : Le nom de la nouvelle ère est créé pour marquer un événement ou une série d'événements. L'ère précédente se termine là où commence la nouvelle, en Kankō 6, le 20e jour du 7e mois de 1004[1].

## Événements de l'ère Kankō
- Ère Kankō 8, le 13e jour du 6e mois de (1011) :  Durant la vingt-cinquième année du règne de Ichijō-tennō (一条天皇?), l'empereur abdique ; la succession (senso) est reçue par Iyasada-shinnō, le deuxième fils de l'ancien empereur Reizei[2].
- Ère Kankō 8, le 6e mois de (1011) : l'empereur Sanjō, âgé de 36 ans, accède au trône (sokui)[3].
- Kankō 8, le 10e mois (1011) : l'ancien empereur Reizei meurt à l'âge de 62 ans[4].

| Kankō     | 1e   | 2e   | 3e   | 4e   | 5e   | 6e   | 7e   | 8e   | 9e   |
| Grégorien | 1004 | 1005 | 1006 | 1007 | 1008 | 1009 | 1010 | 1011 | 1012 |